# プリンスバッキアン
| 累代        | 代     | 紀       | 世           | 期                     | 基底年代 Mya |
| ----------- | ------ | -------- | ------------ | ---------------------- | ------------ |
| 顕生代      | 新生代 | 新生代   | 新生代       |                        | 66           |
| 顕生代      | 中生代 | 白亜紀   | 後期白亜紀   | マーストリヒチアン     | 72.1         |
| 顕生代      | 中生代 | 白亜紀   | 後期白亜紀   | カンパニアン           | 83.6         |
| 顕生代      | 中生代 | 白亜紀   | 後期白亜紀   | サントニアン           | 86.3         |
| 顕生代      | 中生代 | 白亜紀   | 後期白亜紀   | コニアシアン           | 89.8         |
| 顕生代      | 中生代 | 白亜紀   | 後期白亜紀   | チューロニアン         | 93.9         |
| 顕生代      | 中生代 | 白亜紀   | 後期白亜紀   | セノマニアン           | 100.5        |
| 顕生代      | 中生代 | 白亜紀   | 前期白亜紀   | アルビアン             | 113          |
| 顕生代      | 中生代 | 白亜紀   | 前期白亜紀   | アプチアン             | 125          |
| 顕生代      | 中生代 | 白亜紀   | 前期白亜紀   | バレミアン             | 129.4        |
| 顕生代      | 中生代 | 白亜紀   | 前期白亜紀   | オーテリビアン         | 132.9        |
| 顕生代      | 中生代 | 白亜紀   | 前期白亜紀   | バランギニアン         | 139.8        |
| 顕生代      | 中生代 | 白亜紀   | 前期白亜紀   | ベリアシアン           | 145          |
| 顕生代      | 中生代 | ジュラ紀 | 後期ジュラ紀 | チトニアン             | 152.1        |
| 顕生代      | 中生代 | ジュラ紀 | 後期ジュラ紀 | キンメリッジアン       | 157.3        |
| 顕生代      | 中生代 | ジュラ紀 | 後期ジュラ紀 | オックスフォーディアン | 163.5        |
| 顕生代      | 中生代 | ジュラ紀 | 中期ジュラ紀 | カロビアン             | 166.1        |
| 顕生代      | 中生代 | ジュラ紀 | 中期ジュラ紀 | バトニアン             | 168.3        |
| 顕生代      | 中生代 | ジュラ紀 | 中期ジュラ紀 | バッジョシアン         | 170.3        |
| 顕生代      | 中生代 | ジュラ紀 | 中期ジュラ紀 | アーレニアン           | 174.1        |
| 顕生代      | 中生代 | ジュラ紀 | 前期ジュラ紀 | トアルシアン           | 182.7        |
| 顕生代      | 中生代 | ジュラ紀 | 前期ジュラ紀 | プリンスバッキアン     | 190.8        |
| 顕生代      | 中生代 | ジュラ紀 | 前期ジュラ紀 | シネムーリアン         | 199.3        |
| 顕生代      | 中生代 | ジュラ紀 | 前期ジュラ紀 | ヘッタンギアン         | 201.3        |
| 顕生代      | 中生代 | 三畳紀   | 後期三畳紀   | レーティアン           | 208.5        |
| 顕生代      | 中生代 | 三畳紀   | 後期三畳紀   | ノーリアン             | 227          |
| 顕生代      | 中生代 | 三畳紀   | 後期三畳紀   | カーニアン             | 237          |
| 顕生代      | 中生代 | 三畳紀   | 中期三畳紀   | ラディニアン           | 242          |
| 顕生代      | 中生代 | 三畳紀   | 中期三畳紀   | アニシアン             | 247.2        |
| 顕生代      | 中生代 | 三畳紀   | 前期三畳紀   | オレネキアン           | 251.2        |
| 顕生代      | 中生代 | 三畳紀   | 前期三畳紀   | インドゥアン           | 251.902      |
| 顕生代      | 古生代 | 古生代   | 古生代       |                        | 541          |
| 原生代      | 原生代 | 原生代   | 原生代       |                        | 2500         |
| 太古代      | 太古代 | 太古代   | 太古代       |                        | 4000         |
| 冥王代      | 冥王代 | 冥王代   | 冥王代       |                        | 4600         |
| 1. 2. 3. 4. |        |          |              |                        |              |

プリンスバッキアン（英語: Pliensbachian）は、1億9080万年前（誤差100万年）から1億8270万年前（誤差70万年）にあたる、前期ジュラ紀の地質時代の一つ。
模式地はドイツのバーデン＝ヴュルテンベルク州のプリンスバッハ。
なお、「プリンスバッハ階」「プリンスバッキアン階」という名称があるが、これらは時代を示すものではない。「階」は地層に対して当てられる単位（層序名）であり、層序名「プリンスバッハ階」「プリンスバッキアン階」と時代名「プリンスバッハ期」「プリンスバッキアン期」は対を成す関係である。詳しくは「累代」を参照のこと。

## 地質学的定義
プリンスバッキアンの基底はアンモナイトの種 Bifericeras donovani と属アポデロセラスおよびグレヴィセラスが初めて出現する場所である。イングランドのヨークシャーに位置するロビン・フッド湾近くの Wine Haven が国際標準模式層断面及び地点(GSSP)に指定されている。

## 生物
アンモナイトのアマルテウスやカナバリア (Canavaria) が日本に生息した。両属は後期プリンスバッキアンに特徴的な属であり、特にカナバリアはその後半に生息期間が限られていた。ヨーロッパでは魚竜のレプトネクテスが生息した。

## 日本において
新潟県蒲原山地足尾帯に分布するジュラ紀の付加体のうち、砕屑岩が卓越する下部ユニットはプリンスバッキアンからトアルシアン/アーレニアン境界までに相当する可能性がある。宮城県本吉郡歌津町と志津川町には下部ジュラ系の志津川層群が分布する。主に砂質泥岩から構成される同層群上部層である細浦層からは、ヘッタンギアンからアーレニアンにかけてのアンモナイトが産出する。
南中国地塊と北中国地塊の衝突が進行するにつれ、西南日本はその地殻変動の影響を被ることとなった。火山岩片のウラン・鉛年代測定法から、プリンスバッキアンからトアルシアンにかけて岡山県に分布する山奥層が堆積したことが判明し、これは富山県の来馬層群と時期が一致した。来馬層群では寺谷層がプリンスバッキアン階に相当する。島根県南西部鹿足郡吉賀町に分布する樋口層群もまた中部層がプリンスバッキアン階と判断された。先述の来馬層群から樋口層群そして山口県下関市に分布する豊浦層群にかけて、ボレアル区（冷たい海域）に特徴的なアマルテウスが減少すること、テチス区（より温暖な海域）に特徴的なカナバリアが増加することから、後者ほどテチスの要素が強くなることが示されている。ただし両属が産出する層準は厳密に解明されてはいないため、微妙に異なる時代に相当する可能性がある。